# Puerto del Rosario
Puerto del Rosario és un municipi espanyol, capital de l'illa de Fuerteventura, província de Las Palmas, Canàries. Forma una franja des de la costa oest a l'est. Els seus principals nuclis de població són Puerto del Rosario, Casillas del Ángel (terme independent fins a 1926), Tetir (terme independent fins a 1925) i La Asomada.

## Història
Segons diversos autors, el caseriu inicial de Puerto de Cabras es va establir cap a finals del segle xviii i es va desenvolupar en paral·lel al creixement del tràfic marítim del seu port, declarat habilitat per a l'exportació en 1713. En 1812 les Corts de Cadis van iniciar una sèrie de canvis entre els quals s'incloïa la creació de nous municipis, establint-se en Fuerteventura uneixo per cada parròquia existent en aquell el moment. Així van sorgir Antigua, Betancuria, Casillas del Ángel, L'Oliva, Pájara, Tetir i Tuineje, sent Port de Cabres depenent de Tetir. Anys després, el 30 de desembre de 1834, mitjançant Ordre Governativa, es crea el municipi, independent de Tetir, començant a funcionar com a tal l'1 de febrer de 1835 amb Lázaro Rugama Nieves com primer alcalde. Durant aquest any, es va delimitar el terme municipal, lliurant-se oficialment el 13 de febrer de 1836. Deu anys després, el 12 d'agost de 1846 els municipis de Casillas del Angel, Puerto de Cabras i Tetir, van ratificar la partició. A poc a poc es van instal·lant en el municipi les diferents institucions de l'administració i el govern, convertint-lo en capital en 1860, substituint Betancuria, capital de l'illa fins llavors. Entre els anys 1876 i 1899 sorgeixen una sèrie de conflictes territorials entre Tetir i Puerto de Cabres, que finalment van ser resolts a favor de Tetir.
Anys més tard, arriba una nova demarcació de la capital de l'illa i vaig agafar Tetir i Casillas del Angel passen a ser part del terme municipal com Districtes Censales el 24 de juny de 1925 i el 21 de setembre de 1926 respectivament. En 1936 el coronel Jesús Ferrer Gimeno, governador civil, ordena mitjançant la circular 630 la dissolució de l'ajuntament republicà i establix una Comissió Gestora integrada per Esteban Domínguez Cabrera, Luis Rodríguez de Vera, Isidro González Díaz i Benito Herrera Cruz. La comissió va gestionar el municipi fins al 6 de febrer de 1949, moment en el qual prenien possessió del seu càrrec els nous regidors triats per decret el 30 de setembre de 1948. El 19 de febrer de 1954 el Consell de Ministres aprova la Carta Econòmica Municipal dels ajuntaments de Fuerteventura, permetent el sanejament de l'economia municipal. En aquesta època, comença a plantejar-se la necessitat de canviar de nom al municipi, canvi que s'aprova en el Consell de Ministres el 16 de març de 1956, passant a dir-se Puerto del Rosario, nom que manté actualment.
Durant els anys 60, molts majoreros emigren a altres illes i al Sàhara Occidental i la capital va creixent a poc a poc a causa de l'arribada de gent procedent dels pobles de l'interior. En 1976, després de la mort de Franco i amb la descolonización del Sahara, el Terç Don Joan d'Àustria 3a de la Legió Espanyola, al comandament del Coronel Pallás, arriba a Puerto del Rosario, romanent en l'illa fins a 1995. Sent ben rebuda al principi, encara que no per tots els seus habitants, l'arribada de la Legió va portar, d'una banda, la dinamització de l'economia tant de la capital com de l'illa en el seu conjunt, i per una altra, els problemes i conflictes propis d'un sobtat creixement de la població. Amb la transició arriba una pèrdua d'interès per la política municipal que es fa palesa amb l'arribada a alcalde en 1979 de Fermín Vera Moséguez després d'haver renunciat al lloc els alcaldes anteriors. A pesar de les dificultats d'aquesta època, Puerot del Rosario va iniciar l'etapa democràtica en la qual es troba avui dia. En l'actualitat, diversos col·lectius i personalitats plantegen la recuperació de l'antic nom de la capital, Port de Cabres.

## Museus i sales d'exposicions
En el municipi existeixen diversos museus temàtics així com amb diverses sales d'exposicions tant de caràcter públic com privat, entre els quals es troben els següents: Centre d'Art Juan Ismael: instal·lacions en el barri del Toll, que compten amb sales d'exposicions, laboratoris fotogràfics, sala de conferències i un taller d'artistes distribuïts en tres plantes.
- Casa Museu d'Unamuno: es troba en el centre de la capital, al costat del Cabildo Insular, en el lloc on va residir Miguel de Unamuno mentre va durar el seu bandejament en Fuerteventura en 1924. Actualment és un museu que reconstruïx l'ambient on va viure el filòsof.

- Sala d'Exposicions de la Casa de la Cultura de Puerto del Rosario: sala situada al costat de l'auditori, on es poden contemplar exposicions de pintura i fotografia.

- Ecomuseo La Acogida: petit poble situat a Tefía, amb set habitatges tradicionals restaurades on es poden veure en viu diverses activitats de la vida rural tradicional. Parc escultòric